# Paul Bucy
Paul Clancy Bucy (Hubbard, Iowa, 13 de novembro de 1904 – Tryon, Carolina do Norte, 22 de setembro de 1992) foi um neurologista e neurogirurgião estadunidense.
Estudou medicina na Universidade de Iowa. Foi então assistente de Percival Bailey na Universidade de Chicago. Na década de 1930 fez uma viagem de estudos para Gordon Morgan Holmes em Londres e para Otfrid Foerster em Breslau.
De 1933 a 1938 foi professor assistente, de 1938 a 1941 professor associado e de 1941 a 1954 professor de neurologia e neurocirurgia na Universidade de Illinois em Chicago. De 1954 a 1972 foi professor de cirurgia e de 1962 a 1972 presidente de neurocirurgia na Northwestern University Medical School em Chicago e de 1974 a 1983 professor de neurologia na Bowman Gray School of Medicine em Winston-Salem, Carolina do Norte.
A Síndrome de Klüver-Bucy leva seu nome.

## Obras
- The precentral motor cortex. Urbana: Univ. of Illinois Press, 1944 (2nd ed. 1949)
- Neurosurgical giants: feet of clay and iron / ed. Paul C. Bucy. New York [u. a.]: Elsevier, 1985. ISBN 0-444-00939-6.
- Modern neurosurgical giants / ed. Paul C. Bucy. New York [u. a.]: Elsevier, 1986. ISBN 0-444-01083-1.